# Ali Akbar Nategh Nuri
Ali Akbar Nategh Nuri (ur. 1944) – irański duchowny i polityk.

## Życiorys
Po rewolucji islamskiej był przez pewien czas ministrem spraw wewnętrznych Islamskiej Republiki Iranu. W 1992 został przewodniczącym Islamskiego Zgromadzenia Konsultatywnego. Przewodził konserwatywnej frakcji w irańskim parlamencie. 
Na długo przed wyborami prezydenckimi w Iranie w 1997 Ali Akbar Nategh Nuri był wskazywany jako kandydat konserwatystów, wspierany przez Najwyższego Przywódcę Alego Chameneiego i jego zwycięstwo wydawało się przesądzone. Nategh Nuri był również faworyzowany przez państwowe media podczas kampanii wyborczej. Jego program ograniczał się do zachowania status quo. O wiele większą popularność uzyskał zwolennik reform Mohammad Chatami, który ostatecznie odniósł nad konkurentami zdecydowane zwycięstwo, uzyskując ponad 70% głosów. Nategh Nuri zwyciężył jedynie w rodzinnym Mazanderanie oraz w Lorestanie. Łącznie głosowało na niego 6 mln wyborców, na Chatamiego - 20 mln. 
W późniejszej karierze politycznej został doradcą Najwyższego Przywódcy. W 2010 złożył oficjalną wizytę w Egipcie jako jego przedstawiciel. W 2009 wzbudziła kontrowersje jego wypowiedź, w której nazwał Bahrajn czternastą prowincją Iranu.